# Karl Friedrich von Steinmetz

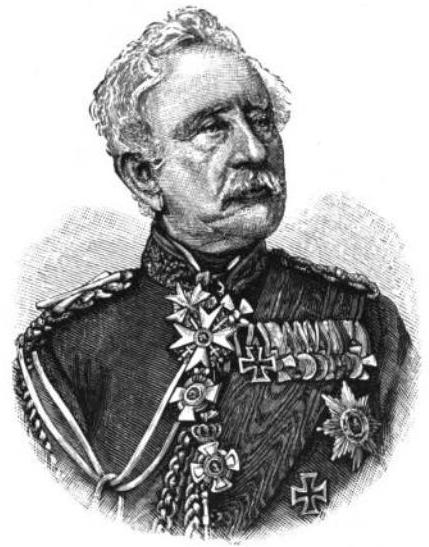
Karl Friedrich von Steinmetz

Karl Friedrich von Steinmetz (Eisenach, 1796. december 27. – Landeck, 1877. augusztus 4.) porosz tábornagy.

## Élete
1813-ban lépett a hadapródiskolából mint hadnagy a porosz hadseregbe és York tábornok hadtestében küzdötte végig az 1813-14-iki hadjáratokat, melyek alatt több ízben sebet kapott. 1848-ban a márciusi napokban mint őrnagy küzdött Berlin utcáin a felkelők ellen és később részt vett a schleswigi hadjáratban. 1851-ben ezredessé, 1862-ben tábornokká és a 2. hadtest, 1864-ben az 5. hadtest parancsnokává neveztetett ki. Ezekben az állásokban roppant szigorú és kíméletlen főtiszt hírnevére emelkedett. Részt vett az 1866-os hadjáratban és kivívta a Nachod (június 27.), Skalitz (június 28.) és Schweinschädel (június 29.) melletti győzelmeket. Jutalmul a feketesas-rendet és dotációt kapott. 1870-ben az I. hadsereg vezérletével bízták meg. A gravelotte-i ütközet után, melyben lovasaival St.-Hubertnál rosszul választott időben intézett támadást a franciák ellen, amivel a német hadsereget csaknem bajba keverte, Károly Frigyes parancsnoksága alá helyezték és miután ezen állást el nem fogadta, Posen és Szilézia kormányzójává neveztetett ki. 1871. április 8-án tábornagyi címmel ezen állásából is felmentették. Utolsó éveit Görlitzben és Landeckben élte le.